# Millettia nigrescens
Cây nánh, còn gọi là tu rủ hay mát đen (Millettia nigrescens) là một loài thực vật có hoa trong họ Đậu. Loài này được Gagnep. miêu tả khoa học đầu tiên.

## Việt Nam
Cây Nánh 200 tuổi tại Miếu thờ Ông tổ nghề Yến, thôn Bãi Hương, đảo Hòn Lao, Cù Lao Chàm được công nhận là cây di sản.